# Javorně
Javorně je horský vrchol v České republice ležící v Orlických horách.

## Geomorfologické zařazení
Javorně se nachází v celku Orlické hory, podcelku Bukovohorská hornatina, okrsku Orličský hřbet a podokrsku Suchovršský hřbet.

## Poloha
Javorně se nachází v Bukovohorské hornatině asi 3,5 km západně od jejího nejvyššího vrcholu Suchého vrchu a asi 4 km severovýchodně od města Jablonné nad Orlicí. Jedná se o nižší ze dvou vrcholů rozsochy Jedlina. Kóta 769 m s názvem rozsochy se nachází v nevelké vzdálenosti od vrcholu západním směrem. V nevelké vzdálenosti na severovýchod od vrcholu se nachází mělké sedlo, které jej odděluje od druhého vyššího (885 m) a bezejmenného vrcholu v rámci rozsochy Jedlina. Severní svah příkře spadá do Uhelného dolu a jižní do Kobylího dolu. V severním svahu se nachází výběžek Kozí hřbet. Javorně se nachází v prostoru přírodního parku Suchý vrch - Buková hora.

## Vodstvo
Vrch Javorně je odvodňován levými přítoky Tiché Orlice. Ze severu Těchonínským potokem, který protéká Uhelným dolem a z jihu Černovickým potokem protékajícím Kobylím dolem. Ve svazích se nachází prameny několika potoků, které jsou přítoky výše jmenovaných.

## Vegetace
Vrch Javorně je porostlý téměř výhradně a souvisle smrčinami.

## Komunikace
V těsné blízkosti vrcholu je vedena zpevněná lesní cesta výchozí z Těchonína a sloužící k obsluze lesního masívu v celé rozsoše. Turistické trasy jsou vedeny přilehlými údolími.